# Rio Draniţa (Bârnărel)
O Rio Draniţa (Bârnărel) é um rio da Romênia, afluente do Bârnărel, localizado no distrito de Suceava.